# 特拉利
特拉利（英语：Tralee；爱尔兰语：Trá Lí），是爱尔兰凯里郡的一个城镇，位于丁格尔半岛北岸，为凯里郡郡治。总人口23,693(2011年），为凯里郡第一大城镇。